# Vít Šolle
Vít Šolle (12. října 1962, Praha – 4. ledna 2025) byl český učitel a politik, v letech 2014 až 2018 místostarosta Prahy 5 s kompetencí pro školství a v letech 2019 až 2022 předseda pražské městské organizace KDU-ČSL.

## Život
Narodil se v roce 1962 v Praze. Na Pedagogické fakultě Univerzity Karlovy získal magisterský titul v oboru učitelství. Ve školství působil od roku 1988 a zůstal v něm po celý svůj život. Byl učitelem a ředitelem několika pražských škol.
V letech 2014 až 2018 byl místostarostou Prahy 5 s kompetencí pro školství. V období 2019 až 2022 zastával funkci předsedy pražské městské organizace KDU-ČSL. Působil také jako ředitel ZŠ Nedvědovo náměstí v Praze 4.
Zemřel 4. ledna 2025 po dlouhé těžké nemoci. O jeho úmrtí informoval předseda pražské KDU-ČSL Tomáš Kaplan na síti X.
Měl čtyři dcery. Ve volném čase se věnoval cestování, turistice a historii.